# ニコライ・アレクサンドロヴィッチ・ミリューチン

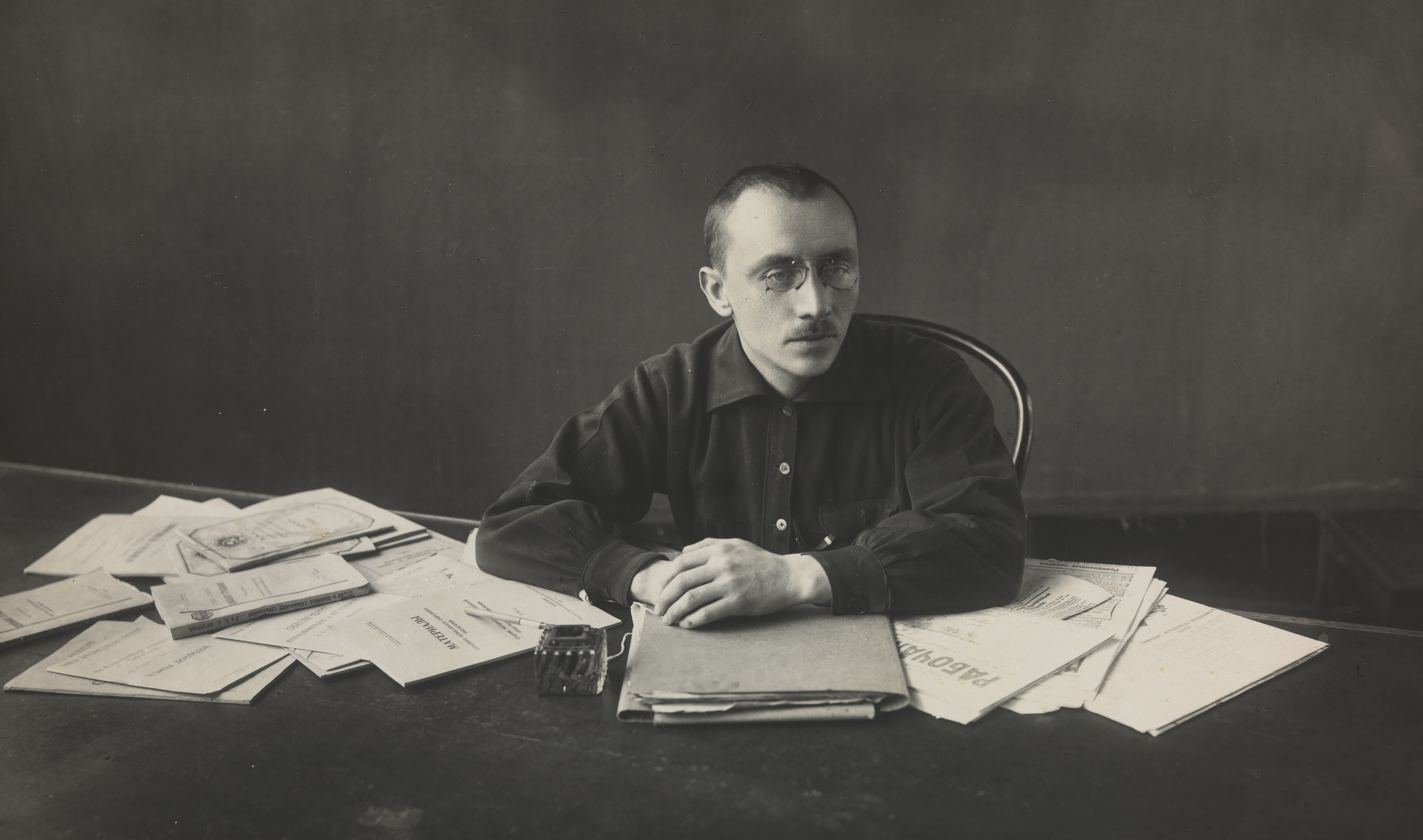
ニコライ・アレクサンドロヴィッチ・ミリューチン

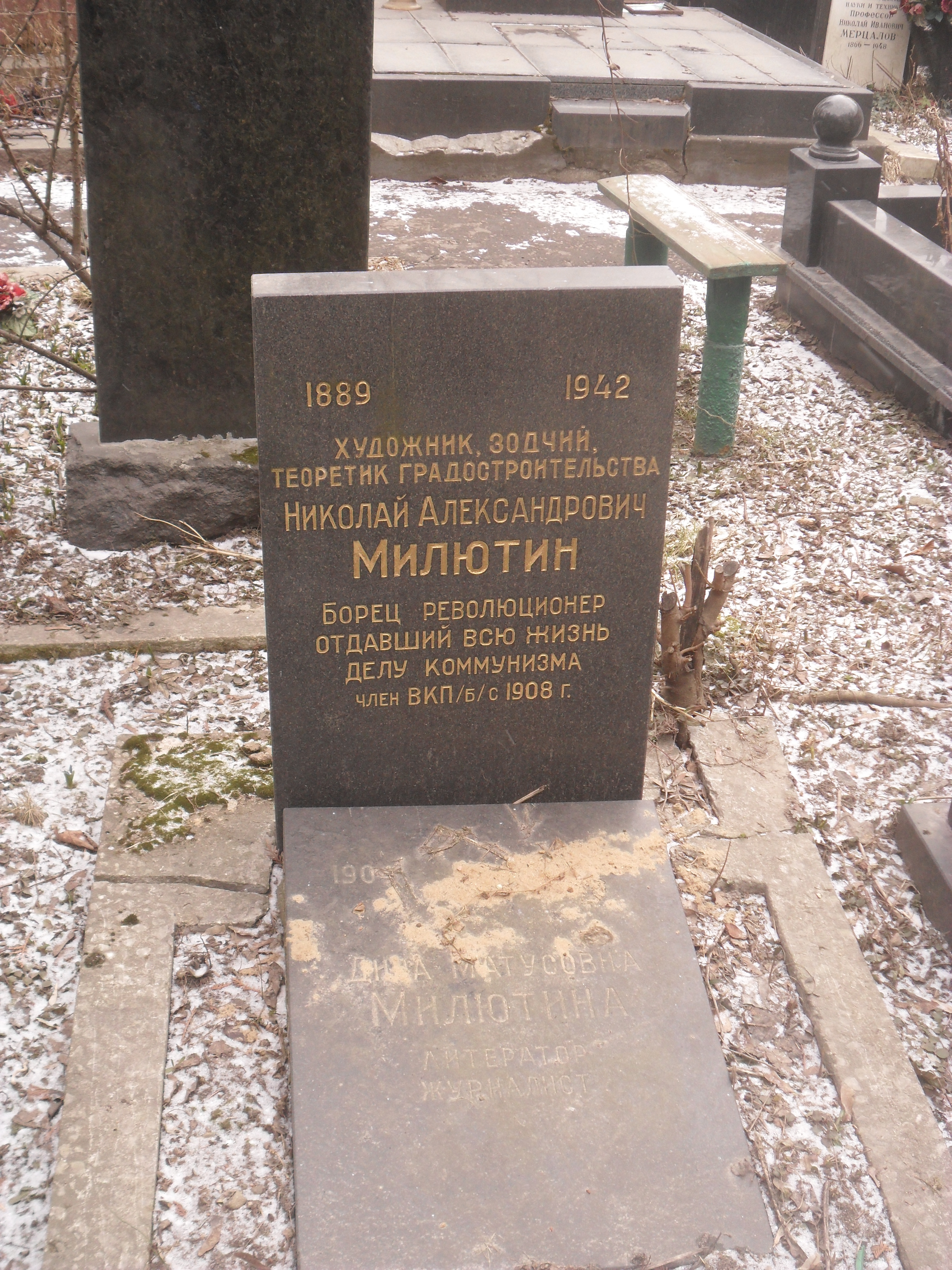
墓

ニコライ・アレクサンドロヴィッチ・ミリューチン（Nikolay Alexandrovich Milyutin, ロシア語: Николай Александрович Милютин, 1889年 - 1942年）は、ロシアの政治家、都市計画家、都市計画理論家。1920年代と1930年代の建築と都市計画について、その都市理論はロシアの他ヨーロッパ諸国にも影響を与え、議論の中心に最も影響力のあった人物の一人。非常にアクティブで、政治家、都市理論家どちらにしても、ロシアでは主要な人物。
彼の都市理論は、著書『ソツゴロド』（Sotsgorod、露：Соцгород〈социалистический город、社会主義都市の計画〉、1930年初版）で広く知られ、ロシアのみならずヨーロッパ諸国で翻訳され、当時多くの建築家や都市計画家、都市研究者らに影響を与えた。
政治分野から都市計画分野に転進した人物で、建築方面ではロシアのOSA（現代建築協会）に最も近い人物とされ、そのリーダーであるモイセイ・ギンズブルグとも親友。またイワン・レオニドフを高く評価していた。1930年から1934年までは雑誌『ソビエト建築』の編集長などを務め、1942年に亡くなるまで、ロシアアヴァンギャルドの成果をみ守った人物。 

## 人物
サンクトペテルブルクでトレーダーの息子として生まれる。幼い頃から社会主義の民主化運動に惹かれ、1905年月の労働者の反乱に参加、1909年に閉鎖されるまでのボルニイ工科建設学校で勉強する傍らで、ボルシェビキグループの責任者となる。 その後、4年間絵画教員になるため美術学校に聴講入学。受講のあい間に様々な取引分野で働いて生計を立てていた。1912年、店員労働組合の代表に選ばれ、社会福祉の問題を勉強し始めたのを機に労働組合活動に深く関与する。第一次世界大戦の開始後、労働組合は活動停止を受け、メンバーに選出された労働組合の地下局の組織に参加した。 
1915年から軍に入隊し、軍隊内のボリシェヴィキ運動を開始。唯一艦隊で覆された1917年に、サンクトペテルブルクで武装蜂起を開催して捕らえられ、死刑を宣告されたが10月革命の間に蜂起、冬の宮殿の嵐 (The Storming of the Winter Palace) の主催者の一人となる。 1918年から1919年に新ソ連官僚として活動。1919年に労働人民Commissariat内の小Sovnarkomのメンバー（Commissars評議会）として頭角を現し、この時点からレーニンと密接に働く。主な関心の一つは、労働者の住宅の条件を含む社会福祉であり、この時から死去するまで、都市計画についての議論の臨時権限を与えられ、多くの重要なポストを歴任する。文字通り、新しいソ連国家の建設の一歩を担った。1921年からコミッショナー（全ロシア中央執行委員会）、共産党のSTO（労働委員会と国防）とパーティーオルロフ州および以降のヴォロネジ州インチ中央委員会委員などを務め、1921年から1924年までは社会保障のための副委員を、1924年から1929年まで小Sovnarkomの人民委員となり、1929年から1931年までTsentrosoyuz社会主義都市計画の政府コミッション副会長を、1933年までは委員長をつとめた。
1928年から、スターリングラード（現ヴォルゴグラード）工場都市計画作成に関与。
1929年から実施の5カ年計画に基づき各地の新都市都市計画コンペティションの審査委員を務めるが、マグニドゴロスクの設計競技では結果どの提示案も案件要求を満たしていないと判断、自らで案を作成。
1929年まで、人民委員会ではミリューチンは財政（Narkomfin）に対する委員会の委員長の要職（財務大臣）にあった。しかしながら建築に関するソリューションは当時のソ連国家が直面している政治的、社会的問題を提示されていたが、急速に工業化した都市で人民が自分の毎日のニーズに合わせて提供される古いアパートのシステムでは、ニーズを満たすためには非効率的だという見解をもっていた。こうして人々の新しい'ソビエト'の方策を作成するための鍵として、サービスは食品や小さな子供の世話の生産が提供された場合、都市人口のパーセント別の枠は重工業で働くであろう半数のソ連国家のサービスで動作するように利用できるようになるという見解からサービスを提供、また人口を増加させることなく作業電力を増加させるため、住宅に配慮する必要を感じ、これらの提供は多くの肯定的な結果をもたらすという信念を持ちつづけた。このため、1929年からは都市計画分野の業務に専念する。当時モスクワが20年代を通して著しい成長をとげるがそれに伴い引きおこる問題もあってすでに、ソヴィエトにおいては都市建築については都市派と反都市派とに分かれ、盛んに論じられていた。そしてラザーリ・カガノヴィチ（ЛазарьКаганович）は都市問題として政治の俎上に載せたのことがあった。彼はその後の1930年にモスクワ地域政党委員会の第一書記、委員長に就任し、1931年6月には共産党中央委員会総会でモスクワの都市問題を指摘することになる。
1930年、『ソツゴロド（社会主義計画都市の意）』を刊行。この著書で社会主義計画都市の都市理論を発表、ソリア・イ・マータらの線状都市理論（線状シェーマ（схема основных полос диний）を最も体系的に理論化するほか、各諸都市の都市計画事例や自身の試案を解説し、国内では当時唯一都市計画の理論書となり、都市計画の教科書的存在となった。『ソツゴロド』は、その後ヨーロッパ諸国で翻訳が相次ぐことになる。都市の新しい世界への鍵として、家族単位という点を経済的な観点から具体的に同じ構造や意義を工業化社会を持っているのがとまると信じ、新しい集団単位消費者と生産者としての家族を置き換え、個々の隣接単位で個別に収容された世界を想定。親密な関係のそれぞれの他のユニットへのアクセスが時間のある建築家とは対照的に、個々のユニットはまた研究やレジャーだけでなく、睡眠に使用することができれば、効率の目標を務めたと考えられて市民が保存されるいくつかの民間の財産を所有して許可する必要があることを論じている。生産現場のユニットとしてリビングユニット開発まで言及し、ミリューチンのアイデアは1928年と1932年の間にSTROIKOM（ロシア政府建設委員会）の標準化セクションで、ギンツブルクによって開発されたものに日の目を見る。 
『ソツゴロド』はソヴィエト内ではスターリンの方針との相異から国内の建築界における効力はのちには消滅されていくが、1931年にベルリンで開かれたプロレタリア建築展（Proletarische Bauausstellung）において、掲載されている図版が展示されたほか、同展のプログラムで多く言及されるなど、当時のソヴィエトに対して好意的なドイツ人建築家など主に西欧の建築家らには目に留まるものが多くあったようであり、CIAMの第4回会議がモスクワで行われる予定も組まれた（最終的にはアテネで開催）ことなどを踏まえれば、ソヴィエトの都市論は魅力的に映っていたようである。 
ミリューチンのアプローチは人間的過激な思想が合理化し、国の急速な工業化の中でヒューマニスティックな政策を試みていた。人間的なニーズをもつこれらのアイデアは、徐々に導入する必要があることを決定されると信じていた。「我々の現代的な住宅は、男性と女性の労働者が、一方で、家族のもよく知られている形を含め、グループで生きることができる移行タイプの住宅である必要があり、彼らがもしそうしたい、少なくとも、できるするために考えられるべき」だと指摘、著書ではその他非常に詳細にソ連国内の生活再建のためのアイデアをいくつか披露している。また、食堂、図書館、その他の公共施設を含む400から800人々のための3階建ての住宅街に2つの異なる方式を含む特定の建物の種類の設計を示唆した。これらは当時活躍していたミハイル・バーチェフやギンズブルグ、レオニドフら建築家らの設計分析に基づいていた。どちらの方式は、グループに分かれてユニットを、自分の集団キッチン、バスルーム、トイレ、それぞれの生活の交流を行った。それまで建物は木造であったがこれ以降、資材としては不足していたが可能な限り小さなレンガ構造で、しかも経済的に建築されるようになっていった。